# Horizontale tak

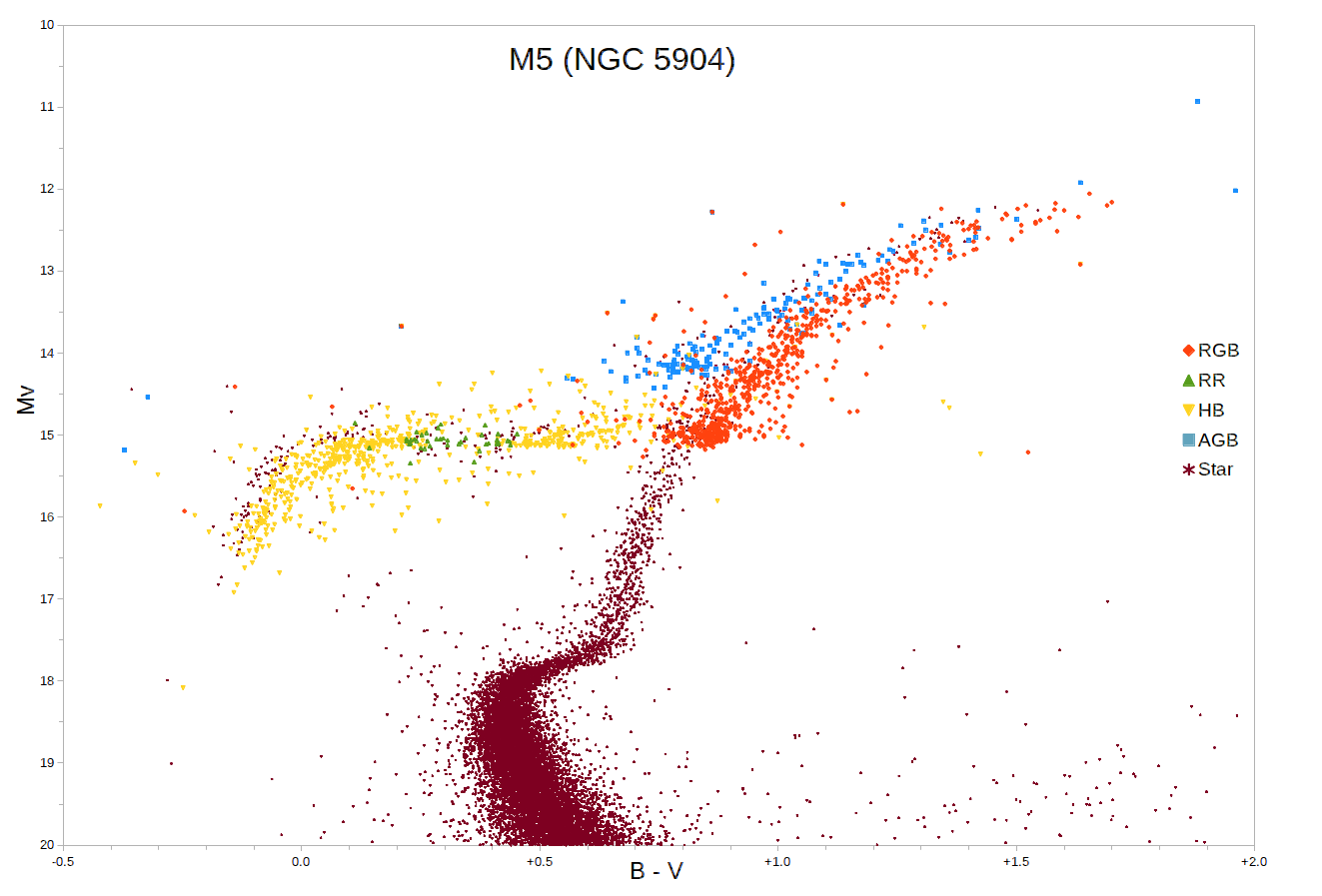
Hertzsprung-Russelldiagram voor bolvormige sterrenhoop M5, met de horizontale tak in het geel, de rode reuzentak in het oranje en de subreuzentak in het donkerrood. Asymptotische reuzentak in het blauw en de RR Lyrae sterren in het groen.

De horizontale tak is een fase van sterevolutie die direct volgt op de rode reuzentak, in sterren met een massa vergelijkbaar met die van de zon. Sterren op de horizontale tak ondergaan heliumfusie in hun kern (het triple-alfaproces) en waterstoffusie in een laag om de kern heen (via de CNOF-cyclus, niet te verwarren met de proton-protoncyclus van waterstoffusie). De start van kernfusie in de heliumkern in het topje van de rode reuzentak veroorzaakt een substantiële verandering in de structuur van de ster, resulterend in een algehele afname in luminositeit, een krimp in het omhulsel van de ster en zal de oppervlaktetemperatuur doen toenemen.

## Ontdekking
Sterren op de horizontale tak werden voor het eerst ontdekt tijdens fotometrisch onderzoek van bolvormige sterrenhopen en hun afwezigheid was opvallend bij het onderzoek van open sterrenhopen. De horizontale tak dankt haar naam aan de positie op het Hertzsprung-Russelldiagram van groepen sterren met een laag metaalgehalte, zoals bolvormige sterrenhopen, waar ze een horizontale lijn op maken.

## Evolutie en heliumflits

Het verouderingsproces van een zonachtige ster, met de horizontale tak.

Nadat het waterstof uit de kern van de ster is verbruikt, verlaten sterren de hoofdreeks en starten kernfusie in een waterstoflaag om hun heliumkern, ze transformeren in een rode reus en evolueren naar de rode reuzentak. In sterren met een massa kleiner dan 2,3 (zonsmassa, symbool M☉) bestaat de heliumkern uit ontaarde materie welke niet bijdraagt aan het opwekken van energie. De kern blijft groeien en toenemen in temperatuur omdat de waterstoffusie in de omliggende laag helium af blijft zetten.
Als de ster meer dan 0,5 M☉ bezit zal de kern uiteindelijk de benodigde temperatuur bereiken voor het fuseren van helium tot koolstof door middel van het triple-alfaproces. 
De heliumfusie begint dan over de gehele kern, wat een onmiddellijke toename in temperatuur en fusie activiteit zal veroorzaken. Binnen een paar seconden vervalt de ontaarde toestand en zet de kern uit, wat de heliumflits veroorzaakt. De vrijgekomen energie van deze heliumflits wordt geabsorbeerd door de bovenliggende lagen plasma van de ster en is dus buiten een ster ook niet zichtbaar. De ster verandert nu naar een nieuw hydrostatisch evenwicht, en zijn positie in de sterevolutie verplaatst zich van de rode reuzentak naar de horizontale tak op het Hertzsprung-Ruselldiagram.
Sterren beginnend tussen ongeveer 2.3 M☉ en 8 M☉ hebben grotere heliumkernen die niet in ontaarde toestand komen. In plaats daarvan bereiken zij de Schönberg-Chandrasekhar limiet waarop zij niet langer in een hydrostatisch of thermisch evenwichtstoestand verkeren. De kern krimpt en verhit op deze limiet en hiermee komt de heliumfusie op gang voordat er een ontaarde toestand plaats kan vinden. Deze sterren worden ook heter tijdens het heliumfusie proces, echter hebben ze sterk verschillende kernmassa's en hierdoor een andere luminositeit dan sterren op de horizontale tak. Voor sterren groter dan 8 M☉ geldt dat deze ook helium zonder heliumflits fuseren, maar ook zwaardere elementen gaan verbranden, als een superreus.
Sterren blijven zo'n 100 miljoen jaar op de horizontale tak, langzamerhand toenemend in lumonisiteit, op dezelfde wijze dat een ster dit doet in de hoofdreeks, zoals het viriaaltheorema beschrijft. Als de heliumkern uiteindelijk is opgebrand, gaat de heliumfusie verder in de schil om de kern, op de asymptotische reuzentak als een AGB-ster. Hierop zijn de sterren koeler en veel feller in lichtkracht.

## Stervormen op de horizontale tak
Sterren op de horizontale tak hebben allemaal ongeveer dezelfde kernmassa, geboren uit de heliumflits. Dit betekent ook dat ze bijna dezelfde lichtkracht vertonen, op het Hertzsprung-Russelldiagram betekent dit een horizontale lijn.
De grootte en temperatuur van een ster op deze tak hangt af van de massa van de overgebleven waterstofschil om de heliumkern. Sterren met een grotere waterstofschil zijn koeler. Dit maakt de horizontale lijn van sterren met een constante luminositeit. Het verschil in temperatuur is veel groter wanneer het sterren betreft met een laag metaalgehalte, dus hebben oudere sterrenhopen een grotere horizontale tak.
Alhoewel de horizontale tak zo genaamd is omdat deze hoofdzakelijk bestaat uit sterren met ongeveer dezelfde absolute magnitude over een gebied van verschillende temperaturen, in een grafiek van kleur-magnitude, is deze tak bepaald niet meer horizontaal in het blauwe uiteinde ervan. De horizontale tak eindigt in een blauw staartje met hetere sterren met een zwakkere lichtkracht, af en toe zelfs met een blauw haakje van extreem hete sterren. De tak is ook niet horizontaal wanneer de bolometrische lichtkracht in acht wordt genomen, dan zijn hetere horizontale tak sterren minder lumineus dan de koelere.
De heetste horizontale tak sterren, bekend als de extreme horizontale tak, hebben een oppervlaktetemperatuur tussen de 20.000 en 30.000 K. Dit is veel hoger dan wat men verwacht van een normale ster met heliumfusie in de kern. Theorieën om het bestaan van deze sterren te verklaren zijn onder meer binaire systeem interacties en 'verlate thermische pulsen', waarbij een thermische puls, die asymptotische reuzentak sterren regelmatig vertonen, plaatsvindt nadat de kernfusie is uitgedoofd en de ster zich in een fase van extreme sterrenwind bevindt. Deze sterren worden dan 'herboren' met ongewone eigenschappen. Ondanks dat dit wat absurd aandoet, wordt verwacht dat dit geldt voor 10% of zelfs meer van de post-asymptotische reuzentaksterren. Ondanks dat wordt verondersteld dat alleen specifieke thermische pulsen deze extreme horizontale tak sterren kunnen maken, nadat de planetaire nevelfase heeft plaatsgevonden en de centrale ster reeds aan het afkoelen is naar de witte dwergvorm.

## Het gat van de RR Lyrae sterren

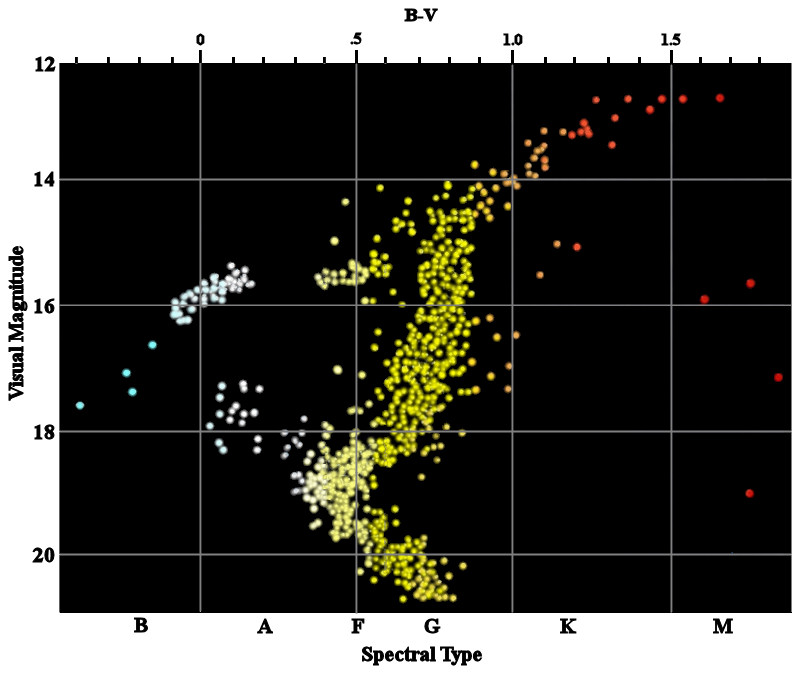
Kleur magnitude diagram van de bolvormige sterrenhoop M3

Een kleur-magnitude-diagram, kortweg een KMD, toont over het algemeen een duidelijk gat in de horizontale tak. Dit gat in het KMD suggereert ten onrechte dat de sterrenhoop geen sterren op deze plek in het KMD heeft. Dit gat ligt op de instabiliteitsstrip, wat betekent dat de meeste van deze sterren variabel zijn, dus een  verandering vertonen in lichtkracht. Deze pulserende sterren op de horizontale tak noemt men RR Lyrae sterren. Ze vertonen een periode van tot 1,2 dagen. Er is een behoorlijk observatieprogramma voor nodig om de daadwerkelijke schijnbare helderheid en classificatie van deze sterren te kunnen bepalen. Zo'n investering is meestal te veel gevraagd van een KMD-onderzoek van een sterrenhoop. Hierdoor worden deze sterren wel in de tabellen vermeld van menig onderzoek, maar blijven de variabele sterren uit de grafische weergaven hiervan. Dit resulteert in het RR Lyrae-gat dat men in veel publicaties terugvindt van de KMD's van bolvormige sterrenhopen.
Verschillende bolvormige sterrenhopen vertonen vaak verschillende vormen van de horizontale tak. De relatieve proporties van de sterren blauwe kant van het RR Lyr gat, in het gat, en de rode kant van het gat variëren scherp van hoop tot hoop. De onderliggende oorzaak van de verschillende vormen van horizontale takken is een oud probleem in de astrofysica. Chemische opmaak van de sterren is een factor, (met een lager metaalgehalte zien we vaak blauwere takken), maar andere eigenschappen zoals leeftijd, rotatiesnelheid en de hoeveelheid helium zijn ook mogelijke oorzaken. Dit noemt men het "Second Parameter Problem" (Tweede eigenschap probleem) voor bolvormige sterrenhopen, omdat men hopen aantreft waarvan het metaalgehalte hetzelfde is, met toch heel verschillende horizontale takken. Een voorbeeld hiervan is NGC 288 (met een erg blauwe tak) en NGC 362 (met een vrij rode). Ze lijken vrijwel identiek maar de horizontale tak toont een niet te ontkennen verschil.